# کن بارتولما
کن بارتولما (انگلیسی: Ken Bartholomew; ۱۰ فوریهٔ ۱۹۲۰ – ۹ اکتبر ۲۰۱۲) اسکیت‌باز سرعت اهل ایالات متحده آمریکا بود.